# Re-Union Football Club
Il Re-Union Football Club, meglio noto come Re-Union FC o Reunion, è una società calcistica keniota, con sede a Nairobi.

## Storia
La squadra, con il nome di Luo Union, venne fondata a Mwanza, nel territorio del Tanganica, colonia britannica, nel 1957 come emanazione sportiva locale del sindacato Luo Union, associazione di assistenza espressione dell'etnia luo. Vi giocavano i lavoratori luo della Tanganyika Plantation Company. A seguito dell'indipendenza del Kenya nel 1963 la maggior parte dei lavoratori luo ritornarono in patria, e la società ebbe come nuova sede Nairobi. Nella stagione d'esordio, la prima del campionato keniota, ottenne il secondo posto. La stagione seguente si aggiudicò il suo primo campionato.
Nel 1966 la squadra fu esclusa dai campionati per colpire il leader dell'etnia luo Jaramogi Oginga Odinga, ma venne prontamente sostituita dalla sua nuova emanazione, il Luo Sports Club, voluto dall'altro leader luo Tom Mboya, rivale di Jaramogi. Una parte però dei giocatori del Luo Union originale passarono al Kisumo Hot Stars.
I scarsi risultati dei due club e l'insoddisfazione della popolazione luo per i miseri risultati sportivi, spinsero i dirigenti del Luo Union originale a trattare con Mboya; queste trattative portarono all'unione dei due club per dare vita all'inizio del 1968 al Gor Mahia.
Una parte dei membri del club era però legata alla vecchia società e avrebbero voluto cambiare il nome della neonata società in Luo Union, proposta che però venne respinta.
Le tensioni interne però perdurarono e nel 1974 alcuni fuoriusciti dal Gor Mahia, guidati da Odiawo Nyandega, rifondarono il Luo Union.
Il rinato club ritornò immediatamente al successo, vincendo il campionato 1975 e ottenendo il primo successo internazionale per un club keniota, ovvero la vittoria della Coppa CECAFA per club 1976, battendo in finale i tanzaniani del Young Africans. L'anno seguente la squadra bissò il successo internazionale, battendo in finale i somali dell'Horseed. Nello stesso anno la squadra capitolina giunse ai quarti di finale della Coppa dei Campioni d'Africa, ove fu eliminata dai futuri campioni del MC Alger.
Nel 1980 per decreto presidenziale vennero vietati i nomi "tribali" per le associazioni sportive e la squadra venne rinominata Re-Union FC.
La squadra si mantenne su buoni livelli sino al 2002, dando vita ad una forte rivalità con il Gor Mahia ed il AFC Leopards, anno della sua retrocessione in cadetteria.

## Palmarès

### Competizioni nazionali
- Campionato keniota: 2

1964, 1975
- Coppa di Kenya: 4

1964, 1965, 1966, 1976

### Competizioni internazionali
- Coppa CECAFA per club: 2

1976, 1977